# Bruni, Texas
Bruni, Texas (енгл. Bruni) насељено је место без административног статуса у америчкој савезној држави Тексас.

## Демографија
По попису из 2010. године број становника је 379, што је 33 (-8,0%) становника мање него 2000. године.
| Група             | 2000.       | 2010.       |
| Белци             | 42 (10,2%)  | 38 (10,0%)  |
| Афроамериканци    | 0 (0,0%)    | 0 (0,0%)    |
| Азијати           | 0 (0,0%)    | 0 (0,0%)    |
| Хиспаноамериканци | 367 (89,1%) | 339 (89,4%) |
| Укупно            | 412         | 379         |